# De Aal
De Aal (* 24. Oktober 1949 in Arnhem; eigentlich Albert Anton Johan van Aalten) ist ein niederländischer Schlagersänger.

## Leben und Wirken
Bert van Aalten war hauptberuflich als Dentist in Den Haag tätig. Hiervon rührt sein Beiname des singenden Zahnarztes. Anfang der 1980er Jahre erreichte er mit dem populären Karnevalsschlager Een barg die hé un krul in de steert in seiner Heimat die Top Ten der Singlecharts. Im darauffolgenden Jahr knüpfte er mit einer nach dem gleichen Konzept produzierten zweiten Single nur noch teilweise an diesen Erfolg an.
Van Alten ist der Onkel des Journalisten und Schriftstellers Thomas van Aalten.

## Diskografie
Singles
- 1980: Een barg die hé un krul in de steert
- 1982: Sjanson de confiture
- 1986: Ik heb een kater in m'n kop

## Belege
1. ↑  Chartquellen: NL